# فاروهاد إسماعيل
فاروهاد إسماعيل مواليد 7 مايو 1979، هو لاعب كرة قدم مالديفي. يلعب كمدافع.

## روابط خارجية
- فاروهاد إسماعيل على موقع قاعدة بيانات كرة القدم.إي يو (الإنجليزية)
- فاروهاد إسماعيل على موقع ناشيونال فوتبول تيمز (الإنجليزية)